# IX Korpus Armijny (Cesarstwo Niemieckie)

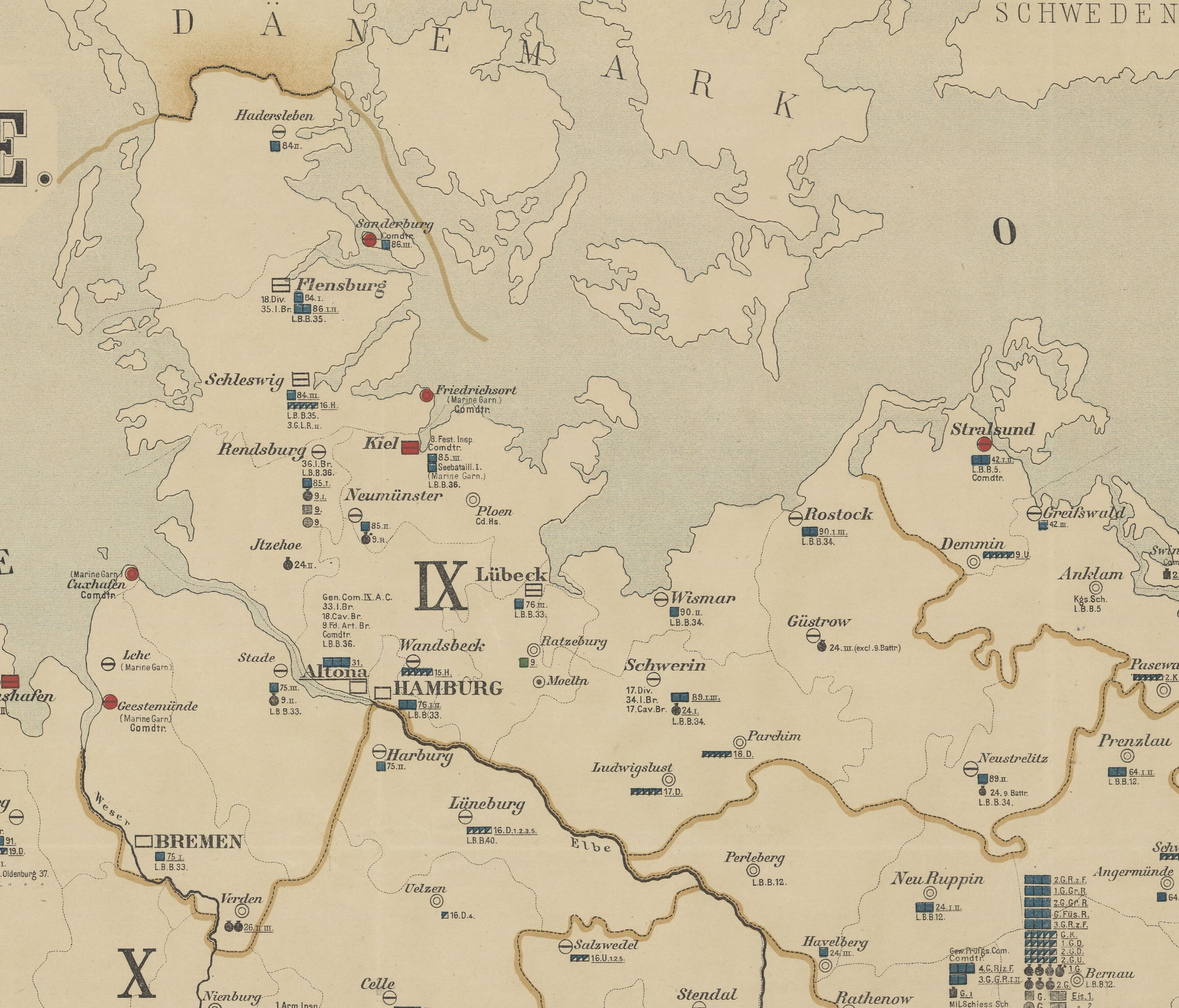
Zasięg i garnizony korpusu w 1890

IX Korpus Armijny  (niem. IX. Armee-Korps)  – wyższy związek taktyczny Armii Cesarstwa Niemieckiego. 

## Charakterystyka
29 czerwca 1912 armię niemiecką zorganizowano w 25 korpusów prowadzących rekrutację na terenach 22 terytorialnych okręgów korpuśnych. Każdy korpus tworzyły dwie dywizje piechoty, zwykle o kolejnych numerach. Korpusy zgrupowane były w osiem inspekcji armii. Barwą IX KA był kolor biały.
W sierpniu 1914 rozwinięto w Niemczech do etatów wojennych związki operacyjne (armie). W skład 1 Armii wszedł między innymi IX Korpus Armijny. W I wojnie światowej walczył na froncie zachodnim.
Korpus na stopie wojennej początkowo składał się ze sztabu korpusu, oddziałów korpuśnych i dwóch dywizji piechoty. Jednak wojna pozycyjna wymusiła bardziej płynną organizację korpusów, która umożliwiałaby przerzucanie nawet do sześciu dywizji na odcinki korpusów znajdujących się na głównym wysiłku obrony. Reformę tę sformalizowano w grudniu 1916, a Korpus od tej pory traktowano jako tymczasowe zgrupowanie poszczególnych dywizji.

## Struktura organizacyjna
Skład od 2 VIII 1914 do 20 IX 1915:
- dowództwo korpusu
- 17 Dywizja Piechoty
- 18 Dywizja Piechoty

## Dowódcy korpusu
| Stopień           | Imię i nazwisko               | Okres (od)  |
| ----------------- | ----------------------------- | ----------- |
| generał piechoty  | Edwin von Manteuffel          | 30 X 1866   |
| generał piechoty  | Albrecht Gustav von Manstein  | 26 I1867    |
| generał piechoty  | Hermann von Tresckow          | 23 IX 1873  |
| generał piechoty  | Paul von Leszczynski          | 2 VIII 1888 |
| generał kawalerii | Alfred Graf von Waldersee     | 2 II 1891   |
| generał kawalerii | Robert von Massow             | 5 IV 1898   |
| generał lejtnant  | Friedrich von Bock und Polach | 29 X 1903   |
| generał kawalerii | Hermann von Vietinghoff       | 21 V 1907   |
| generał piechoty  | Karl Freiherr von Plettenberg | 12 IV1910   |
| generał piechoty  | Ferdinand von Quast           | 1 III1913   |
| generał lejtnant  | Horst von Oetinger            | 24 I 1917   |